# Orde del Mèrit Civil
L'Orde del Mèrit Civil és, juntament amb l'Orde d'Isabel la Catòlica, un dels dos ordes actualment dependents del Ministeri d'Afers exteriors d'Espanya.

## Història
L'Orde del Mèrit Civil va ser instituït pel rei Alfons XIII per reial decret de 25 de juny de 1926, a proposta del llavors president del Consell de Ministres, Miguel Primo de Rivera. Es va publicar-ne el primer reglament el 25 de maig de 1927.
El govern provisional de la II República va suprimir aquest ordre per decret de 24 de juliol de 1931. Durant el franquisme, va ser restituïda amb els seus anteriors característiques, privilegis i antiguitat per decret de 7 de novembre de 1942.
Els nombrosos canvis experimentats des d'aquesta data, tant per la realitat social i política d'Espanya, com per l'ordenament jurídic-administratiu, van aconsellar la seva actualització pel que, per reial decret de 6 de novembre de 1998, va ser aprovat un nou reglament que roman en vigor.
En el període de 1979 a 2013 s'ha concedit a Espanya l'Orde del Mèrit Civil a un total de 22.669 persones.

## Reglament actual
L'article 1 del reglament indica que l'Orde del Mèrit Civil té per objecte premiar els mèrits de caràcter civil adquirits pel personal depenent d'alguna de les administracions públiques incloses en l'àmbit de la Llei 30/92, o per persones alienes a l'administració que prestin o hagin prestat rellevants serveis a l'Estat, amb treballs extraordinaris, profitoses iniciatives o amb constància exemplar en el compliment dels seus deures.
L'article 2 d'aquest Reglament, esmenta que aquesta condecoració podrà ser concedida, a més, a persones de nacionalitat estrangera, sempre que hagin prestat serveis distingits a Espanya o una notable col·laboració en tots aquells assumptes que redundin en benefici d'ella.
L'Orde del Mèrit Civil consta de set graus. El Collaret és el de major rang i la Gran Creu el segon, per la qual cosa se sol concedir a alts càrrecs de l'administració, generals dels exèrcits i de la guàrdia civil, o a persones rellevants tant espanyoles com a estrangeres, però cal la seva aprovació pel Consell de Ministres.
| Insígnies i Passadors |                  |           |                      |
|                       |                  |           |                      |
| Collar                | Placa del Collar | Gran Creu | Encomienda de Número |
|                       |                  |           |                      |
| Encomienda            | Creu d'Oficial   | Creu      | Creu de Plata        |